# 21 أكتوبر
- السبت
- الأحد
- الاثنين
- الثلاثاء
- الأربعاء
- الخميس
- الجمعة

- 275 ربيع الآخر 1447  هـ
- 286 ربيع الآخر 1447  هـ
- 297 ربيع الآخر 1447  هـ
- 308 ربيع الآخر 1447  هـ
- 19 ربيع الآخر 1447  هـ
- 210 ربيع الآخر 1447  هـ
- 311 ربيع الآخر 1447  هـ
- 412 ربيع الآخر 1447  هـ
- 513 ربيع الآخر 1447  هـ
- 614 ربيع الآخر 1447  هـ
- 715 ربيع الآخر 1447  هـ
- 816 ربيع الآخر 1447  هـ
- 917 ربيع الآخر 1447  هـ
- 1018 ربيع الآخر 1447  هـ
- 1119 ربيع الآخر 1447  هـ
- 1220 ربيع الآخر 1447  هـ
- 1321 ربيع الآخر 1447  هـ
- 1422 ربيع الآخر 1447  هـ
- 1523 ربيع الآخر 1447  هـ
- 1624 ربيع الآخر 1447  هـ
- 1725 ربيع الآخر 1447  هـ
- 1826 ربيع الآخر 1447  هـ
- 1927 ربيع الآخر 1447  هـ
- 2028 ربيع الآخر 1447  هـ
- 2129 ربيع الآخر 1447  هـ
- 2230 ربيع الآخر 1447  هـ
- 231 جمادى الأولى 1447  هـ
- 242 جمادى الأولى 1447  هـ
- 253 جمادى الأولى 1447  هـ
- 264 جمادى الأولى 1447  هـ
- 275 جمادى الأولى 1447  هـ
- 286 جمادى الأولى 1447  هـ
- 297 جمادى الأولى 1447  هـ
- 308 جمادى الأولى 1447  هـ
- 319 جمادى الأولى 1447  هـ

21 أكتوبر أو 21 تشرين الأوَّل أو يوم 21 \ 10 (اليوم الحادي والعشرين من الشهر العاشر) هو اليوم الرابع والتسعين بعد المئتين (294) من السنة، أو الخامس والتسعين بعد المئتين (295) في السنوات الكبيسة، وفقًا للتقويم الميلادي الغربي (الغريغوري). يبقى بعده 71 يومًا على انتهاء السنة.

## أحداث
- 1600 - وقوع «معركة سيكيغاهارا»، وكانت نتيجتها وصول الشوغون توكوغاوا إيه-ياسو إلى حكم اليابان.
- 1603 - الشاه عباس الأول الصفوي يستعيد مدينة تبريز من الدولة العثمانية بعد معركة استمرت لأيام عرفت بمعركة فتح تبريز.
- 1879 - توماس إديسون يعرض المصباح الكهربائي لأول مرة في عرض خاص.
- 1914 - تعيين أنور باشا وزيرًا للحرب في الدولة العثمانية وذلك أثناء الحرب العالمية الأولى.
- 1918 - ألمانيا توقف حرب الغواصات في الحرب العالمية الأولى.
- 1931 - حادثة أكتوبر في اليابان وهي محاولة انقلابية داخل صفوف الجيش الإمبراطوري.
- 1945 - الرئيس الأرجنتيني خوان بيرون يتزوج من الممثلة إيفا.
- 1952 - عقد أول اجتماع لمنظمة المؤتمر الإسلامي في جدة والذي جمع وزراء إعلام الدول الإسلامية.
- 1964 - ثورة شعبية عارمة في السودان تغير على إثرها نظام الحكم العسكري بقيادة إبراهيم عبود.
- 1967 - إغراق المدمرة الإسرائيلية إيلات على يد القوات البحرية المصرية.
- 1969 - انقلاب عسكري في الصومال بقيادة محمد سياد بري.
- 1973 - الرئيس الأمريكي ريتشارد نيكسون يقيل المتهم الرئيسي بفضيحة ووترغيت أرشيبالد كوكس من منصبه.
- 1974 - وزير الخارجية الفرنسي جان سوفانيار يعقد أول اجتماع بين مسؤول أوروبي غربي وياسر عرفات وذلك خلال زيارته إلى لبنان.
- 1979 - وزير الدفاع الإسرائيلي موشيه دايان يستقيل من منصبه احتجاجًا على سياسة رئيس الحكومة مناحم بيجن في مصادرة الأراضي المحتلة.
- 1990 - اغتيال أمين عام حزب الوطنيين الأحرار داني شمعون وزوجته وطفليهما في منزلهم.
- 1994 - الولايات المتحدة وكوريا الشمالية توقعان اتفاق في جنيف ينص على استخدام الطاقة النووية لكوريا الشمالية للأغراض المدنية حصرًا.
- 2016 -
  - وفاة 79 شخصاً وإصابة 600 آخرين إثر حادث انحراف قطار إزيكا في الكاميرون.
  - هجوم إلكتروني ضخم من قبل مجهولين من نوع (DDoS) على خوادم شركة داين يتسبب في تعطيل العديد من المواقع والخدمات على الإنترنت، والبيت الأبيض يعلن بدء التحقيقات.
- 2018 -
  - العاهل الأردني عبد الله الثاني بن الحسين يُنهي اتفاقية تأجير أراضي الباقورة والغمّر لإسرائيل بعد انتهاء المدة حسب اتفاقية السلام الأردنية الإسرائيلية، وإسرائيل تُهدد بقطع المياه عن عمَّان.
  - مصرع 18 شخصًا على الأقل وتضرر 187 آخرين بسبب انحراف قطار في مقاطعة ييلان التايوانية، إذ يعد الأسوأ في تايوان منذ سنة 1991.
- 2019 - رئيس الوزراء اللبناني سعد الدين الحريري يطرح حزمة إصلاحات اقتصادية، ويقر موازنة عامة حتى 2020 خالية من أي ضرائب إضافية، في محاولةٍ لاحتواء المظاهرات الشعبية التي خرجت تطالب برحيل الرئاسات الثلاثة ومحاسبة الساسة اللبنانيين الفاسدين.

## مواليد
- 1772 - صامويل تايلر كولريدج، شاعر إنجليزي.
- 1790 - ألفونس دي لامارتين، كاتب وشاعر وسياسي فرنسي.
- 1833 - ألفرد نوبل، عالم ومخترع سويدي.
- 1921 - مالكولم أرنولد، موسيقي بريطاني.
- 1931 -
  - حسن عابدين، ممثل مصري.
  - شامي كابور، ممثل هندي.
- 1933 - فرانشيسكو خينتو، لاعب كرة قدم إسباني.
- 1949 - بنيامين نتنياهو، رئيس وزراء إسرائيل الرابع عشر والثامن عشر.
- 1957 - فولفجانج كيترلي، عالم فيزياء ألماني حاصل على جائزة نوبل في الفيزياء عام 2001.
- 1959 -
  - حسن الأسمر، مغني مصري.
  - ميلورا والترز، ممثلة أمريكية.
- 1960 - أكيرا سنجو، ملحن ياباني.
- 1962 - جهاد عبدو، ممثل سوري.
- 1967 - بول إنس، لاعب ومدرب كرة قدم إنجليزي.
- 1969 -
  - كريمة الصقلي، مغنية مغربية.
  - الأمير سلمان بن حمد آل خليفة، ولي العهد في مملكة البحرين.
- 1972 -
  - سافرون بوروز، ممثلة إنجليزية.
  - ماساكازو موريتا، ممثل أداء صوتي ياباني.
- 1975 - هنريكه هيلاريو، حارس مرمى كرة قدم برتغالي.
- 1980 - كيم كردشيان، ممثلة وعارضة أزياء أمريكية.
- 1981 - نيمانيا فيديتش، لاعب كرة قدم صربي.
- 1982 -
  - ملحم زين، مغني لبناني.
  - مات دالاس، ممثل أمريكي.
- 1983 - فوز الشطي، مغنية وممثلة كويتية.
- 1984 -
  - كيني كوبر، لاعب كرة قدم أمريكي.
  - كيران ريتشاردسون، لاعب كرة قدم إنجليزي.
- 1985 -
  - لوريس قزق، ممثلة سورية.
  - وسيم قزق، ممثل سوري.

## وفيات
- 732 - عبد الرحمن الغافقي، قائد عربي مسلم وأحد حكام الأندلس.
- 1422 - الملك شارل السادس، ملك فرنسا.
- 1805 - هوراشيو نيلسون، عسكري إنجليزي.
- 1872 - جاكيه بابنيه، عالم فيزياء فرنسي.
- 1904 - إيزابيل إيبرهارت، مستكشفة سويسرية / جزائرية.
- 1930 - إلياس فياض، أديب وسياسي لبناني.
- 1940 - فخري أبو السعود، شاعر وناقد أدبي مصري.
- 1978 - أنستاس ميكويان، سياسي سوفيتي.
- 1987 - عبد المنعم القيسوني، اقتصادي وسياسي مصري.
- 1990 - داني شمعون، سياسي لبناني.
- 2011 -
  - أنيس منصور، كاتب صحفي وأديب مصري.
  - فايدة كامل، مغنية وممثلة وسياسية مصرية.
- 2012 - ياش شوبرا، مخرج هندي.
- 2015 - رندة مرعشلي، ممثلة سورية.
- 2021 -
  - حسن حنفي، مُفكّر مصري.
  - بيار جامجيان، ممثل لبناني.
- 2022-
  - خالد سامي ممثل سعودي.[1]

## أعياد ومناسبات
- عيد التفاحة في المملكة المتحدة.

## وصلات خارجية
- وكالة الأنباء القطريَّة: حدث في مثل هذا اليوم.
- BBC: حدث في مثل هذا اليوم.
- النيويورك تايمز: حدث في مثل هذا اليوم.